# Tadeusz Tillinger
Tadeusz Jacenty Tillinger (ur. 17 sierpnia?/29 sierpnia 1879 w guberni kijowskiej, zm. 26 grudnia 1955 w Warszawie) – polski inżynier hydrotechnik i wynalazca, wykładowca Politechniki Warszawskiej, komandor podporucznik Marynarki Wojennej II RP.
W 1898 ukończył V Gimnazjum w Warszawie, a w 1903 Instytut Inżynierii Komunikacji w Petersburgu. Wstąpił do Marynarki Wojennej Imperium Rosyjskiego i jako młodszy oficer Floty Czarnomorskiej pełnił służbę na pancerniku Rostisław. Od 1906 pracował jako hydrotechnik. W 1910 został kierownikiem Zarządu Wodnego w Twerze, a następnie pełnił funkcje kierownicze przy przekształcaniu rzeki Doniec w żeglowną drogę wodną. W 1913 został naczelnikiem wydziału w Dyrekcji Kijowskiego Okręgu Komunikacji w Kijowie. W czasie I wojny światowej trafił do 9 Korpusu Armijnego. Pod koniec 1918 roku wyjechał do Polski.
Od lutego 1919 pełnił funkcję naczelnika wydziału sztucznych dróg wodnych w Ministerstwie Robót Publicznych, a potem pracował kolejno w Generalnej Dyrekcji Budowy Kanałów i Dyrekcji Dróg Wodnych w Warszawie. W tym czasie opracowywał projekty sztucznych dróg wodnych, regulacji Wisły, kanalizacji Bugu i budowy Kanału Żerańskiego.
W 1922 roku został zweryfikowany w stopniu komandora podporucznika ze starszeństwem z 1 czerwca 1919 roku w korpusie oficerów rezerwowych Marynarki Wojennej (korpus techniczny). W 1934 roku jako oficer pospolitego ruszenia pozostawał w ewidencji Powiatowej Komendy Uzupełnień Warszawa Miasto III.
W 1926 publicznie opowiedział się przeciwko przewrotowi majowemu. W latach 1932–1939 pracował jako kierownik działu sztucznych dróg wodnych w Biurze Dróg Wodnych Ministerstwa Komunikacji. W latach 1940–1944 wchodził w skład polskiego personelu Zarządu Dróg Wodnych w Warszawie. Ze stolicy wysiedlony został po upadku powstania warszawskiego.
Od 1945 aż do odejścia na emeryturę w 1951 pracował jako członek Rady Technicznej Ministerstwa Komunikacji. W latach 1947–1950 wykładał na Politechnice Warszawskiej jako adiunkt w Katedrze Budownictwa Wodnego. W latach 1952−1953 był doradcą technicznym Centralnego Zarządu Dróg Wodnych Śródlądowych Ministerstwa Żeglugi. Od 1953 aż do śmierci w 1955 doradzał Komitetowi Gospodarki Wodnej PAN przy pracach nad Planem Gospodarki Wodnej Polski.
Publikował prace z zakresu gospodarki żeglugi, występował m.in. na I Ogólnokrajowym Kongresie Inżynierów we Lwowie. Jego autorstwa jest m.in. mapa dróg wodnych Europy z 1947. Opracował lub współopracował wiele koncepcji dotyczących dróg wodnych, w tym kanału węglowego Górny Śląsk-Bałtyk, kanalizacji Bugu, Kanału Żerańskiego, kanalizacji górnej Wisły i zbiornika we Włodawie. W 1910 opatentował śluzę pneumatyczną, a w 1928 sposób jej uszczelnienia. Odznaczony Złotym Krzyżem Zasługi oraz Krzyżem Kawalerskim Orderu Odrodzenia Polski (16 lipca 1954 „za wybitne zasługi w dziedzinie nauki”). Imieniem Tadeusza Tillingera nazwano śluzę na warszawskim Żeraniu.